# Dominique Le Bon
Pour les articles homonymes, voir Le Bon.
Dominique Le Bon, né le 15 décembre 1959 à Guingamp, est un ancien coureur cycliste professionnel français de 1988 à 1995. Il possède près de 250 victoires dont toutes les classiques bretonnes.
Son fils Johan est professionnel au sein de l'équipe FDJ depuis 2013. Il a été champion d'Europe et champion du monde sur route chez les juniors en 2008.

## Palmarès
| - 1981 - Grand Prix Gilbert-Bousquet - 2eb étape de la Route de France (contre-la-montre par équipes) - Triomphe breton - 2e de la Flèche de Locminé - 2e du Circuit de Bretagne-Sud - 2e du Tour d'Ille-et-Vilaine - 1982 - Champion de Bretagne sur route - Route bretonne - 3e du Tour d'Ille-et-Vilaine - 1983 - Flèche de Locminé - Tour de Vendée amateurs - Circuit du Bocage vendéen - Trois Jours des Mauges - Flèche finistérienne - 2e du Grand Prix Gilbert-Bousquet - 2e du Bol d’or des amateurs - 2e du Circuit du Morbihan - 2e de Jard-Les Herbiers - 3e de Manche-Atlantique - 1985 - 2e du Grand Prix Gilbert-Bousquet - 2e du Circuit du Morbihan - 3e du Tro Bro Leon - 3e de Manche-Océan - 1986 - Circuit du Morbihan - Manche-Atlantique - Manche-Océan - 2e de la Flèche de Locminé - 3e de la Ronde du Pays basque - 3e des Boucles de la Mayenne - 1987 - Tro Bro Leon - 2e de la Mi-août bretonne - 3e de la Flèche de Locminé - 3e du Tour du Finistère - 3e de Redon-Redon - 3e de la Flèche finistérienne | - 1988 - Grand Prix Gilbert-Bousquet - Circuit du Morbihan - 2e de la Ronde du Pays basque - 2e du Circuit du Bocage vendéen - 3e du Tro Bro Leon - 3e de la Mi-août bretonne - 1989 - Champion de Bretagne sur route - Grand Prix Gilbert-Bousquet - 1re étape du Circuit de Saône-et-Loire - 2e du Circuit du Bocage vendéen - 3e de la Route bretonne - 3e de la Flèche de Locminé - 1990 - 3e du Circuit du Morbihan - 1991 - Tour de Loire-Atlantique - Tour du Finistère - 2e de la Flèche de Locminé - 3e du Grand Prix Gilbert-Bousquet - 3e du Circuit du Morbihan - 1992 - Essor breton : - Classement général - 1re étape - Flèche finistérienne - Une étape du Triomphe breton - 2e du Triomphe breton - 3e des Boucles guégonnaises - 3e de la Mi-août bretonne - 1993 - Tour du Finistère - Grand Prix de Buxerolles - 1994 - Route bretonne - Grand Prix de Névez |  |